# Gliwicki Klub Sportowy Piast 2012-2013
Questa voce raccoglie le informazioni riguardanti il Piast Gliwice nelle competizioni ufficiali della stagione 2012-2013.

## Rosa
| N. |                       | Ruolo | Calciatore         |
| -- | --------------------- | ----- | ------------------ |
| 1  | Polonia (bandiera)    | P     | Jakub Szmatuła     |
| 2  | Polonia (bandiera)    | A     | Patryk Nalepa      |
| 3  | Spagna (bandiera)     | D     | Fernando Cuerda    |
| 4  | Polonia (bandiera)    | D     | Mateusz Matras     |
| 5  | Polonia (bandiera)    | D     | Mateusz Bodzioch   |
| 6  | Polonia (bandiera)    | C     | Mariusz Zganiacz   |
| 7  | Polonia (bandiera)    | C     | Tomasz Bzdęga      |
| 8  | Slovacchia (bandiera) | C     | Rudolf Urban       |
| 9  | Polonia (bandiera)    | C     | Radosław Murawski  |
| 10 | Polonia (bandiera)    | A     | Jakub Świerczok    |
| 12 | Polonia (bandiera)    | P     | Dariusz Trela      |
| 13 | Rep. Ceca (bandiera)  | A     | Tomáš Dočekal      |
| 14 | Polonia (bandiera)    | D     | Adrian Klepczyński |
| 15 | Polonia (bandiera)    | D     | Łukasz Krzycki     |

| N. |                       | Ruolo | Calciatore        |
| -- | --------------------- | ----- | ----------------- |
| 16 | Slovacchia (bandiera) | A     | Pavol Cicman      |
| 17 | Polonia (bandiera)    | C     | Tomasz Podgórski  |
| 18 | Slovacchia (bandiera) | C     | Matej Ižvolt      |
| 19 | Spagna (bandiera)     | C     | Álvaro Jurado     |
| 20 | Rep. Ceca (bandiera)  | D     | Jan Buryán        |
| 21 | Polonia (bandiera)    | D     | Wojciech Lisowski |
| 22 | Spagna (bandiera)     | A     | Rubén Jurado      |
| 23 | Polonia (bandiera)    | D     | Paweł Oleksy      |
| 24 | Polonia (bandiera)    | A     | Wojciech Kędziora |
| 25 | Polonia (bandiera)    | D     | Damian Zbozień    |
| 27 | Lettonia (bandiera)   | C     | Artis Lazdiņš     |
| 29 | Polonia (bandiera)    | P     | Jakub Szumski     |
| 30 | Polonia (bandiera)    | P     | Marcin Korbecki   |
|    | Marocco (bandiera)    | D     | El Mehdi Sidqy    |